# Burninhell
Burninhell je druhým studiovým albem české metal/crust´n rollové hudební skupiny Malignant Tumour, které vyšlo ve formátu CD, LP a MC. Album bylo kritikou přijato kladně.
Bylo nominováno na cenu Břitva.. K albu byl natočen videoklip k titulní skladbě Clearance of Century.

## Seznam skladeb
- Clearance of Century
- Here We Are!
- Crossfire
- Brigade of Whores
- Infernor
- Hate the Straight
- Obssessed by Hell
- Commands from the Oval Throne
- Crucifixion in Wine
- Burning Sensation
- Low Life
- Ice
- Oseriöst som Faan

## Produkce
- Stanislav Valášek

## Sestava
- Bilos – zpěv, kytara
- Šimek – basa, doprovodný zpěv
- David – bicí

## Hosté
- Korál – Sólová kytara

## Ocenění/nominace
Ceny Břitva
| Rok  | Nominace         | Kategorie  | Výsledek |
| ---- | ---------------- | ---------- | -------- |
| 2005 | Album Burninhell | Album roku | nominace |

## Vydání
Album vyšlo ve formátu CD, LP, limitovaná verze LP a MC u České firmy Insanesociety records. První výlis vyšel v roce 2005 v počtu 1050 ks CD, 624 ks LP, 66 ks limitované verze LP a 200 ks vyšlo na MC. Druhý výlis vyšel v roce 2009 pouze na CD v počtu 500 ks.